# 新アメリカ安全保障センター
新アメリカ安全保障センター（しんアメリカあんぜんほしょうセンター、CNAS; The Center for a New American Security）は、ワシントンD.C.に拠点を置くシンクタンク。2007年にミシェル・フルールノアとカート・キャンベルが共同で設立した。アメリカ合衆国の安全保障問題を専門に扱う。

## 概要
新アメリカ安全保障センターは「アメリカの価値観や利益を保護・促進するための、強固かつ実用的な信念のある国家安全保障および防衛政策の展開」を使命として掲げている。また新アメリカ安全保障センターは特に、テロリズムと非正規戦、アメリカ軍の将来、世界的中核としてのアジアの台頭、そして天然資源消費による国家安全保障への影響、という事案に重点を置いている。国務副長官ジェイムズ・スタインバーグは新アメリカ安全保障センターについて「ワシントンの風景に欠かすことのできない存在」と言及した。2009年6月、新アメリカ安全保障センターの年次会議においてアメリカ中央軍司令官デービッド・ペトレイアス陸軍大将は講演を行い、「新アメリカ安全保障センターは、わずか数年のうちに、政策立案集団として真の力を発揮するようになった」と意見を述べた。
2009年に発足したバラク・オバマ政権は、新アメリカ安全保障センターのメンバー数名を要職に起用した。設立者のフルールノアとキャンベルはそれぞれ、国防次官（政策担当）と国務次官補（東アジア・太平洋担当）に就任した。2009年6月、ワシントン・ポスト紙は「オバマ時代において……新アメリカ安全保障センターは軍事問題を扱うワシントンの中心的シンクタンクとして浮上するだろう」と評価した。新アメリカ安全保障センターに所属する研究員としては、ジョン・ネイグル、デイヴィッド・キルカレン、アンドリュー・エグザム、トマス・リックス、マーク・リンチらがいる。
新アメリカ安全保障センターは比較的規模の小さなシンクタンクであり、職員は約30名、予算は600万ドル弱である。しかしながらその規模の小ささにもかかわらず、新アメリカ安全保障センターは国家安全保障政策のコミュニティにおいて高い影響力を備えている。新アメリカ安全保障センターの元広報渉外部長でオバマ政権の広報担当国防筆頭副次官補プライス・フロイドは新アメリカ安全保障センターについて、「自身の能力を超えるような仕事をしている」と言及した。

## 経営陣
- ナサニエル・フィック（英語版） - 最高経営責任者
- ジョン・ネイグル（英語版） - 所長
- クリスティン・ロード（英語版） - 副所長兼研究部長